# (30337) Crystalzheng
(30337) Crystalzheng est un astéroïde de la ceinture principale d'astéroïdes.

## Description
(30337) Crystalzheng est un astéroïde de la ceinture principale d'astéroïdes. Il fut découvert le 7 mai 2000 à Socorro (Nouveau-Mexique) par le projet LINEAR. Il présente une orbite caractérisée par un demi-grand axe de 2,45 UA, une excentricité de 0,19 et une inclinaison de 1,8° par rapport à l'écliptique.

## Compléments